# Stazione di Milano Centrale
Stazione Centrale di Milano (även kallad Milano Centrale) är en järnvägsstation i Milano. Den är stadens största och fungerar som en knutpunkt för tågtrafiken i centrala delar av Sydeuropa. Stationen är den näst största i Italien efter Roms järnvägsstation Termini.
Stationen invigdes officiellt den 1 juli 1931 och ersatte den äldre centralstationen från 1864. Arkitekt var Ulisse Stacchini (1871-1947) som kom med det vinnande bidraget i 1912 års tävling gällande vem som skulle få uppdraget att formge stationen. Villkoret var dock att skissen skulle hålla sig inom ramen för ingenjören Cesare Saldinis generalplan. Förseningar gjorde att byggnadsarbetet inleddes först 1926 vilket medförde att Stacchinis konstruktion delvis byggde på föråldrad teknik.

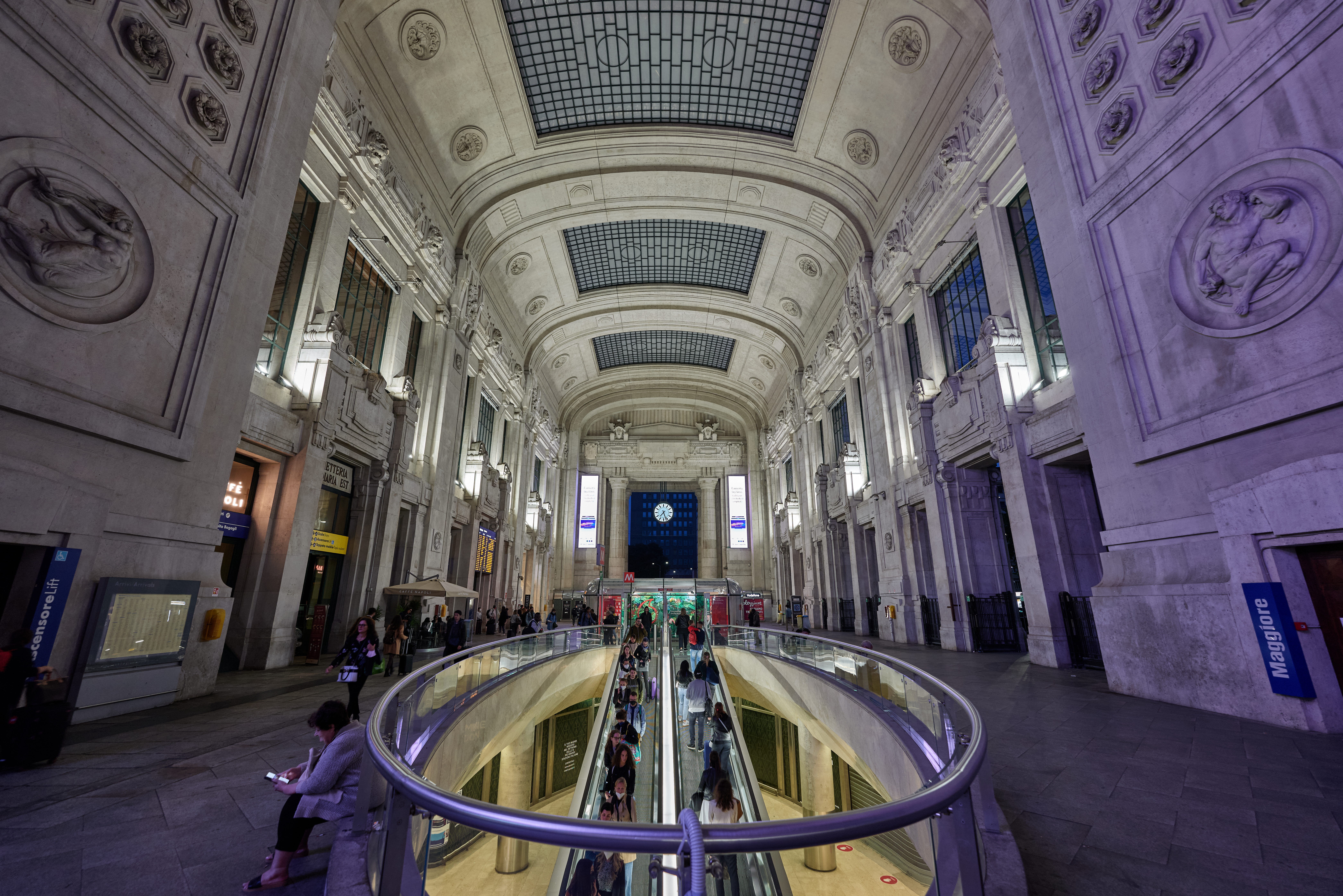
Entréhallen
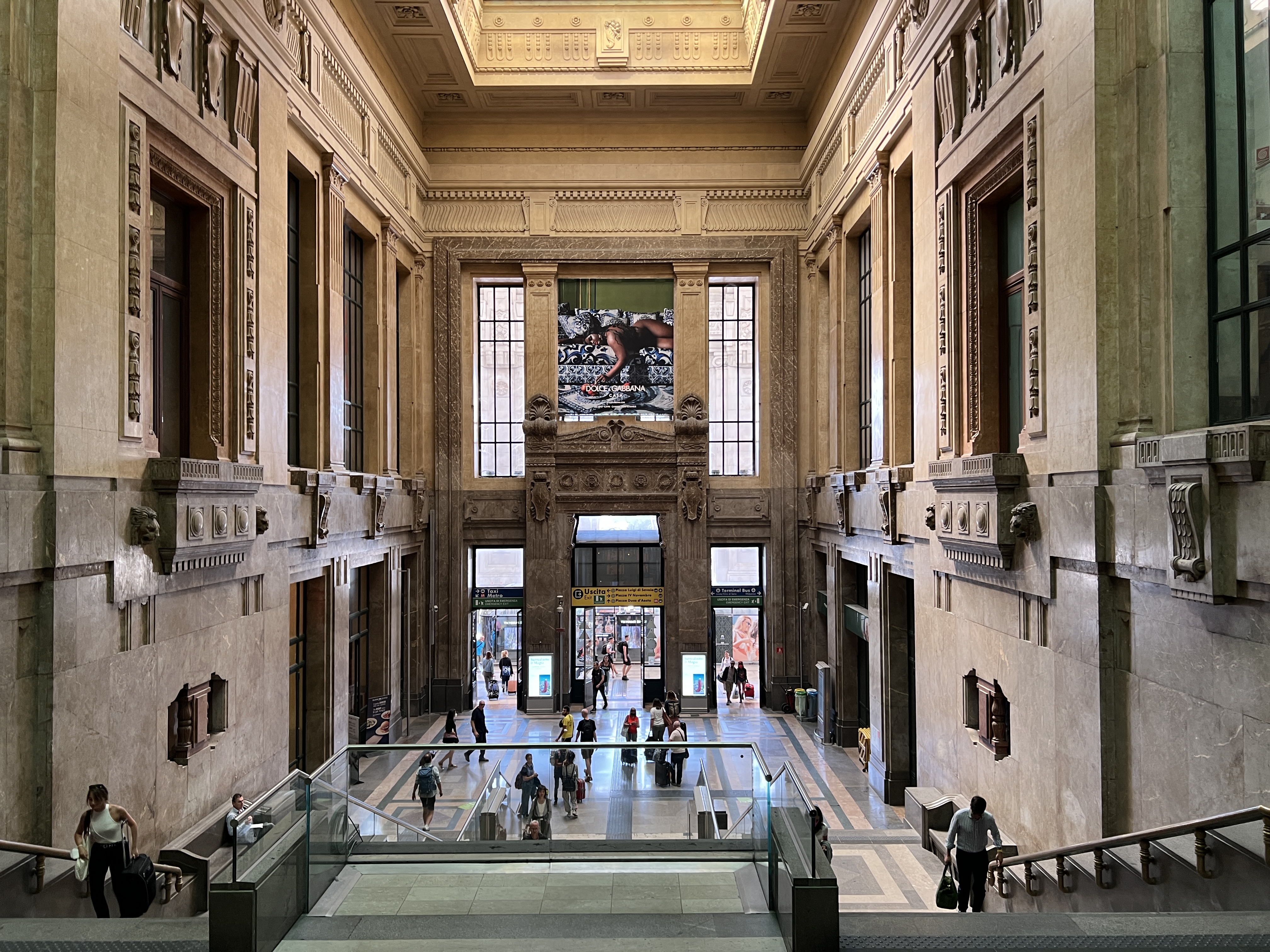
Trapphall
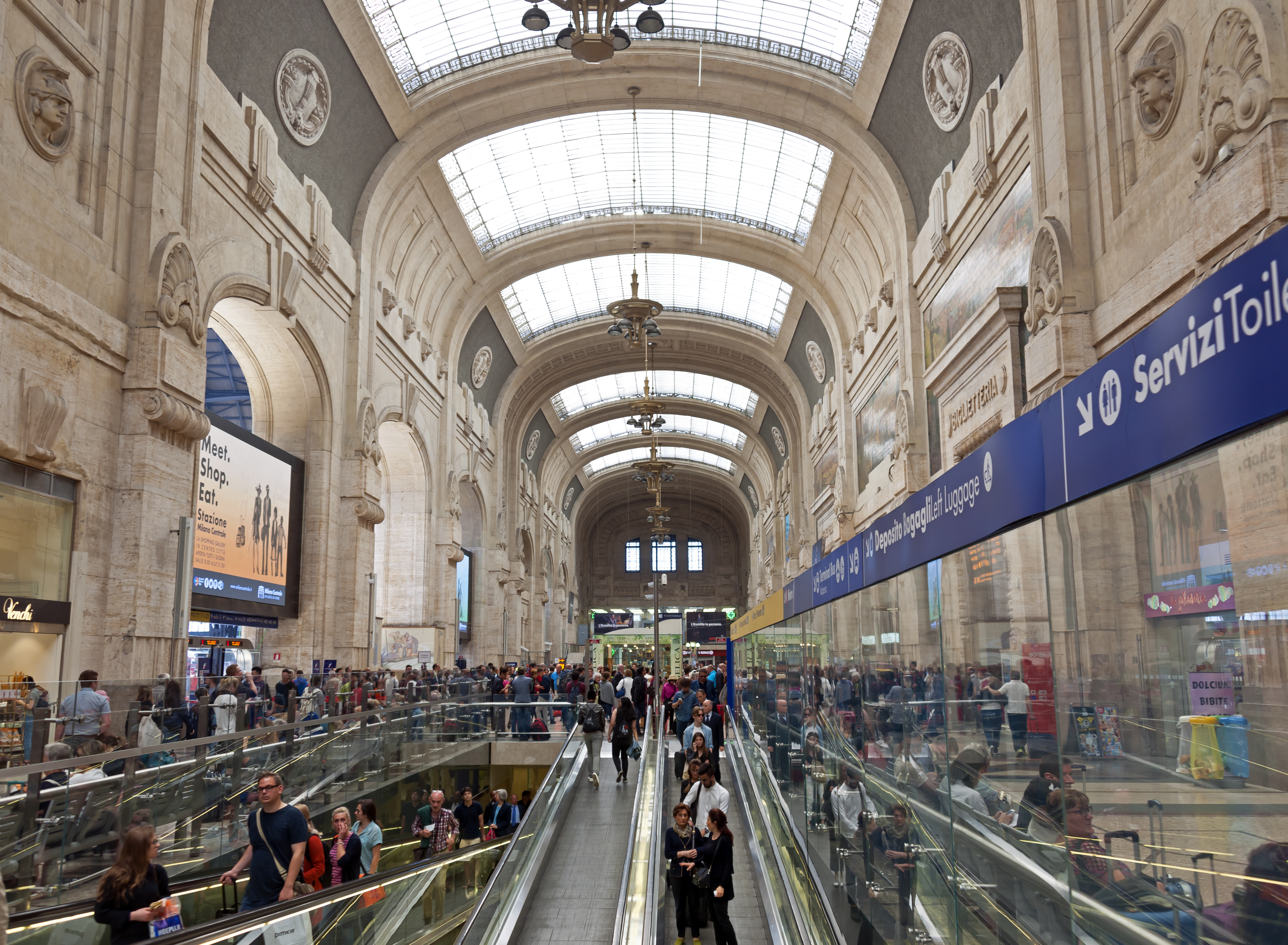
Huvudhallen
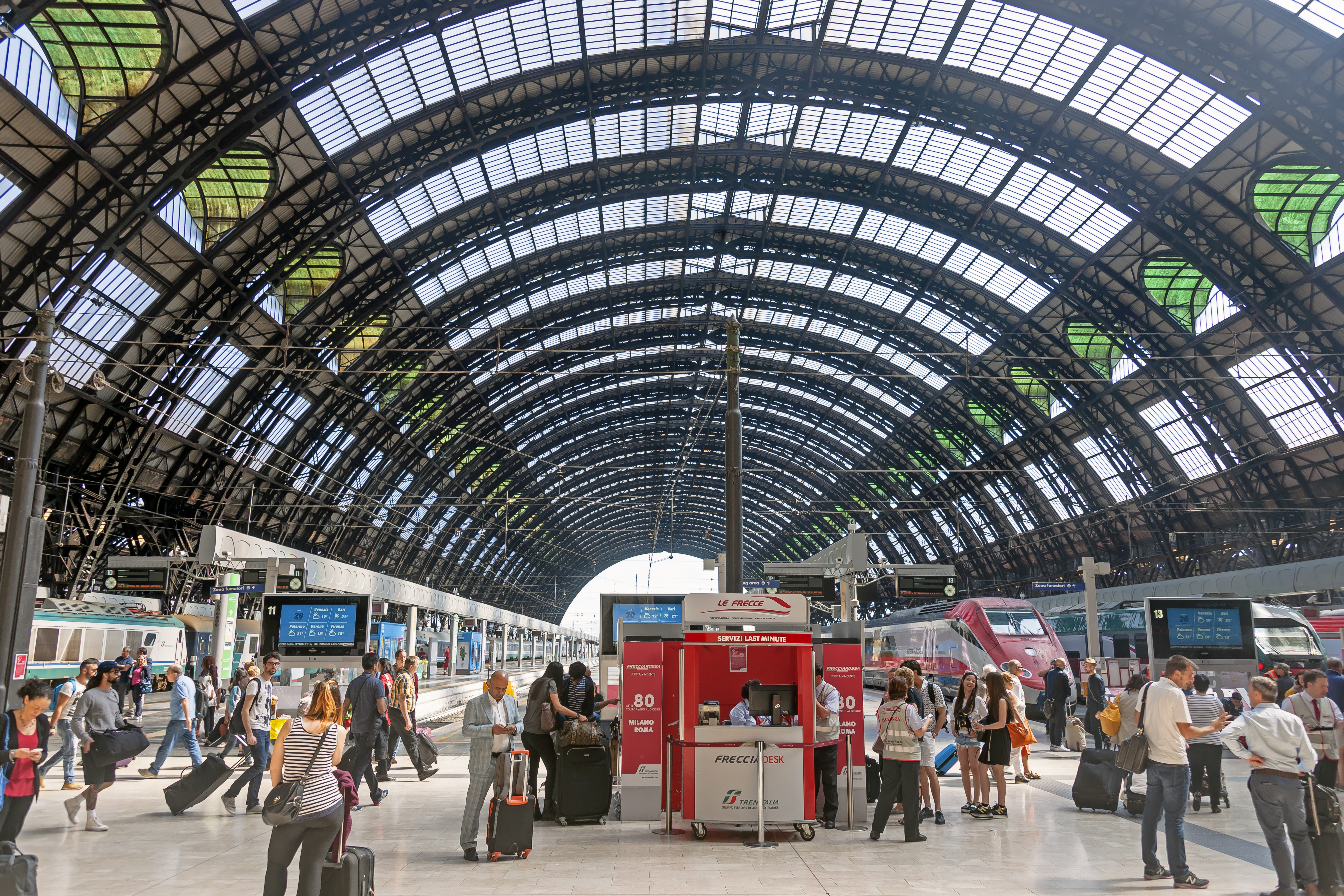
Banhallen
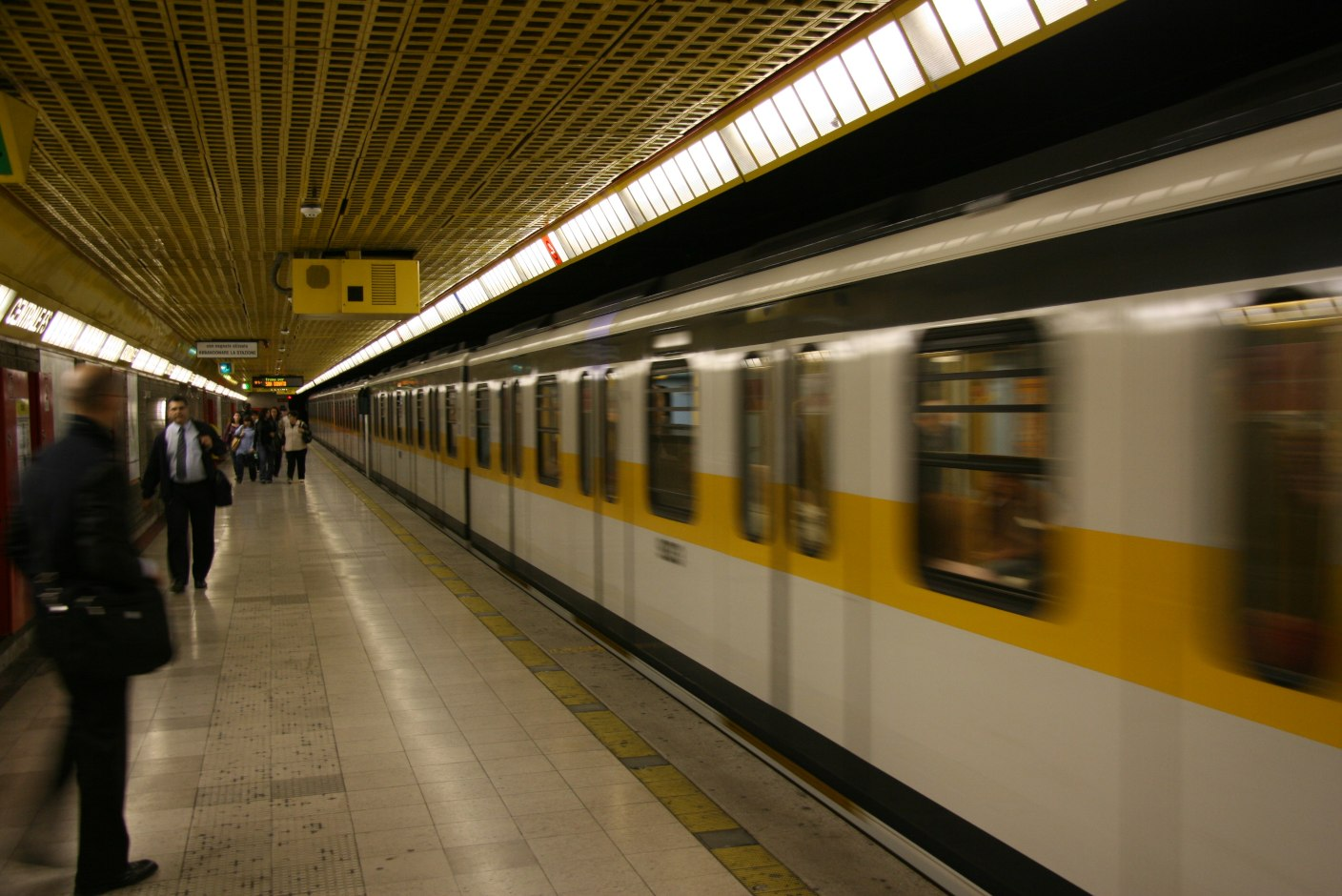
Metro under Centrale
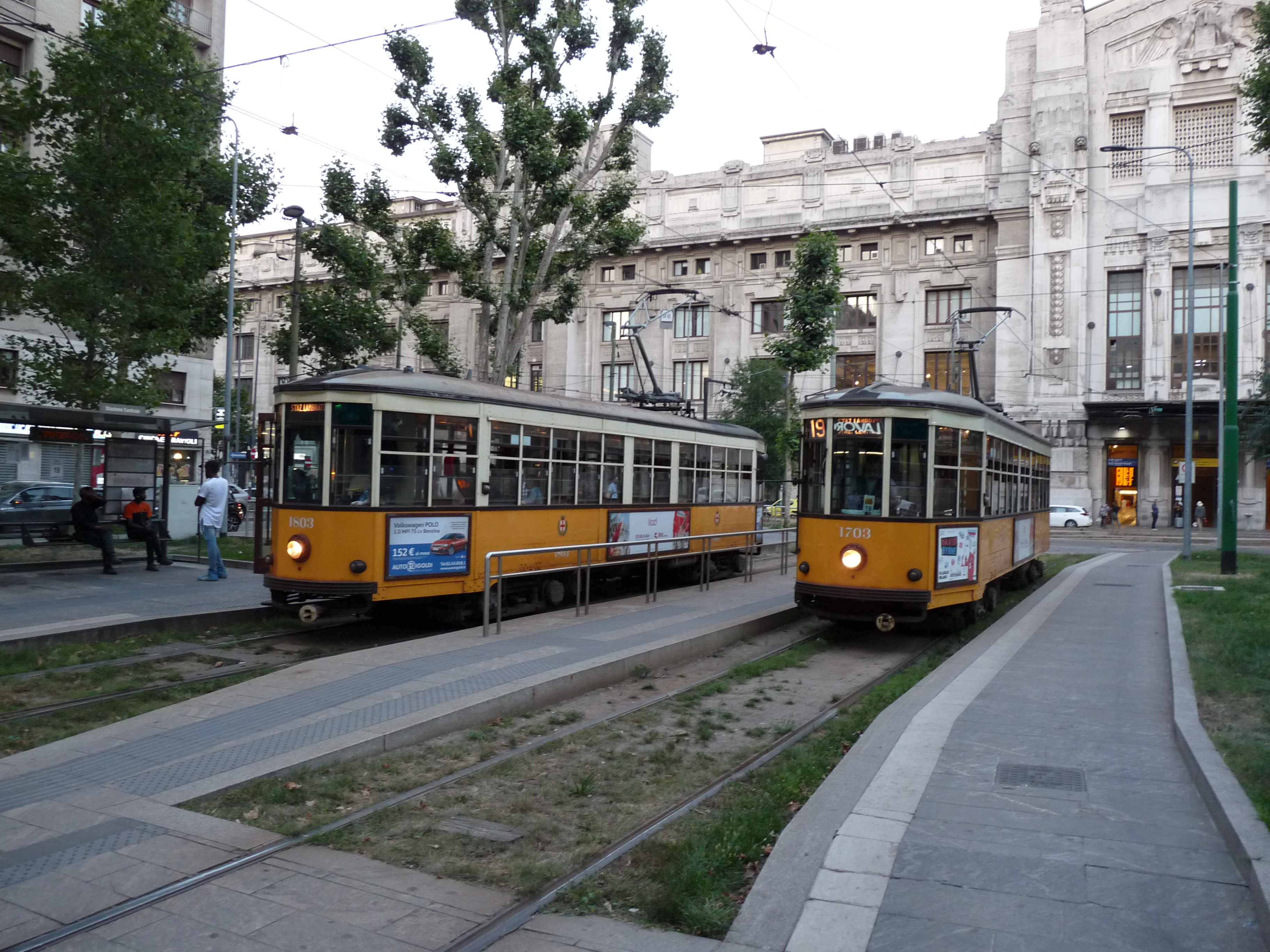
Spårvagnar vid Centrale